# Rjódži Nojori
Rjódži Nojori (野依 良治, narozen 3. září 1938) je japonský chemik.
Vystudoval na Kjótské univerzitě a učil na Nagojské univerzitě. V roce 2001 spolu s Williamem Knowlesem získal Nobelovu cenu za chemii za práci na chirálně katalyzovaných hydrogenačních reakcích. Kromě nich byl ve stejném roce za jiné objevy oceněn ještě Karl Barry Sharpless.